# Contrarrelógio júnior masculina no Campeonato Mundial de Estrada de 2019
A Contrarrelógio júnior masculina no Campeonato Mundial de Estrada de 2019 disputou-se em Yorkshire (Reino Unido) a 23 de setembro de 2019 sobre um percurso de 28 quilómetros, baixo a organização da União Ciclista Internacional (UCI).
A contrarrelógio foi vencida pelo ciclista italiano Antonio Tiberi da selecção nacional da Itália, em segundo lugar Enzo Leijnse (Países Baixos) e em terceiro lugar Marco Brenner (Alemanha).

## Percurso
O percurso foi um circuito de 14 quilómetros pela cidade de Harrogate no condado de Yorkshire do Norte, onde os corredores deram duas voltas (28 km ao todo) ao circuito.

## Selecções participantes
Tomaram parte da Contrarrelógio júnior masculina 63 ciclistas de 35 nações.
| Equipes nacionais (35)- Austrália U19 - Áustria U19 - Bélgica U19 - Canadá U19 - Chile U19 - Colômbia U19 - Croácia U19 - Chéquia U19 - Dinamarca U19 - Espanha U19 - Estónia U19 - França U19 - Grã-Bretanha U19 - Alemanha U19 - República da Irlanda U19 - Israel U19 - Itália U19 - Japão U19 - Cazaquistão U19 - Letónia U19 - Lituânia U19 - Luxemburgo U19 - Países Baixos U19 - Noruega U19 - Nova Zelândia U19 - Polónia U19 - África do Sul U19 - Rússia U19 - Eslovénia U19 - Suíça U19 - Eslováquia U19 - Tailândia U19 - Ucrânia U19 - Uruguai U19 - Estados Unidos U19 |
| |

## Classificação final
- As classificações finalizaram da seguinte forma:[5]

| \| Classificação geral \| Classificação geral \| Classificação geral \| Classificação geral \| Classificação geral \| \| Ciclista \| Ciclista \| Equipe \| Tempo \| \| \| ------------------- \| -------------------- \| ------------------- \| ------------------- \| ------------------- \| \| 1. \| Antonio Tiberi \| Itália U19 \| 38m28s \| \| \| 2. \| Enzo Leijnse \| Países Baixos U19 \| + 8s \| \| \| 3. \| Marco Brenner \| Alemanha U19 \| + 13s \| \| \| 4. \| Quinn Simmons \| Estados Unidos U19 \| + 20s \| \| \| 5. \| Michel Hessmann \| Alemanha U19 \| + 28s \| \| \| 6. \| Andrea Piccolo \| Itália U19 \| + 30s \| \| \| 7. \| Lars Boven \| Países Baixos U19 \| + 44s \| \| \| 8. \| Leo Hayter \| Grã-Bretanha U19 \| + 51s \| \| \| 9. \| Oscar Nilsson-Julien \| Grã-Bretanha U19 \| + 1m00s \| \| \| 10. \| Finn Fisher-Black \| Nova Zelândia U19 \| + 1m06s \| \| |                      |                    |         |
| |                      |                    |         |
| Fonte: ProCyclingStats |                      |                    |         |
| Classificação geral |                      |                    |         |
| Ciclista | Ciclista             | Equipe             | Tempo   |
| 1. | Antonio Tiberi       | Itália U19         | 38m28s  |
| 2. | Enzo Leijnse         | Países Baixos U19  | + 8s    |
| 3. | Marco Brenner        | Alemanha U19       | + 13s   |
| 4. | Quinn Simmons        | Estados Unidos U19 | + 20s   |
| 5. | Michel Hessmann      | Alemanha U19       | + 28s   |
| 6. | Andrea Piccolo       | Itália U19         | + 30s   |
| 7. | Lars Boven           | Países Baixos U19  | + 44s   |
| 8. | Leo Hayter           | Grã-Bretanha U19   | + 51s   |
| 9. | Oscar Nilsson-Julien | Grã-Bretanha U19   | + 1m00s |
| 10. | Finn Fisher-Black    | Nova Zelândia U19  | + 1m06s |